# Safari (pel·lícula)
 Safari és una pel·lícula britànica dirigida per Terence Young, estrenada el 1956. Ha estat doblada al català.

## Argument[2]
Una família és de safari a Kenya durant els anys 1950. De tornada de caçar de lleons, Ken descobreix la seva germana i el seu fill massacrats pels Mau Mau, rebels que lluiten contra els colons britànics. Jura venjar-los.

## Repartiment
- Victor Mature: Ken Duffield
- Janet Leigh: Linda Latham
- John Justin: Brian Sinden
- Roland Culver: Sir Vincent Brampton
- Liam Redmond: Roy Shaw
- Orlando Martins: Jerusalem
- Earl Cameron: Jeroge
- Lionel Ngakane: Kakora
- Slim Harris: Renegada
- Harry Quashie: O'Keefe
- Cy Grant: Cap Masai